# Jooseppitunturi
Jooseppitunturi är en kulle i Finland. Den ligger i Savukoski i landskapet Lappland, i den norra delen av landet, 900 km norr om huvudstaden Helsingfors. Toppen på Jooseppitunturi är 468 meter över havet.
Terrängen runt Jooseppitunturi är huvudsakligen platt. Trakten runt Jooseppitunturi är nära nog obefolkad, med mindre än två invånare per kvadratkilometer. Det finns inga samhällen i närheten. 